# 巴杰普尔
巴杰普尔（Bajpur），是印度北阿坎德邦Udham Singh Nagar县的一个城镇。总人口21782（2001年）。

## 人口
该地2001年总人口21782人，其中男性11923人，女性9859人；0—6岁人口3105人，其中男1710人，女1395人；识字率65.70%，其中男性为71.58%，女性为58.60%。